# Sinan
Pour les articles homonymes, voir Sinan (homonymie).
 (avril 2019).
Mimar Koca Sinan ibn Abd al-Mannan (en turc ottoman:قوجه معمار سنان آغا ) dit Sinan, ou encore Mimar Sinan (l'« architecte Sinan »), né vers 1488/1491 à Kayseri[réf. nécessaire], en Anatolie (Turquie), et mort en 1588 à Constantinople, est un architecte ottoman d'origine chrétienne, ingénieur, créateur de l'architecture classique ottomane, qui intégra les traditions proche-orientales et byzantines.
D'origine arménienne, grecque de Cappadoce, albanaise ou turque selon les sources, héritier à la fois des grands bâtisseurs que furent les Turcs seldjoukides aux XIe - XIIe siècles, de l'école de Bursa (XIVe - XVe siècles) - période de formation des mosquées ottomanes - et des Byzantins et Arméniens, sous l'influence de la découverte de Sainte-Sophie, cherchera à dépasser ces modèles. On assiste avec lui à l'instauration de nouvelles règles architecturales qui se traduiront par la transformation progressive du volume cubique en volume hémisphérique taillé en facettes. Au fur et à mesure, dans les nombreuses mosquées qu'il a construites, grâce à un jeu de contre-coupoles de plus en plus sophistiquées, Sinan réussit l’exploit d’obtenir un espace intérieur très lumineux en faisant de plus en plus reculer les colonnes vers la périphérie. L'école d'Istanbul ou sinanienne marque l'apogée de l'architecture ottomane. L'extérieur devient un savant étagement de volumes destinés à créer un effet de silhouette, comme on le voit avec la Süleymanie à Istanbul. À l'intérieur les décors de céramique, géométriques ou floraux deviennent de plus en plus élaborés.
L'importance de Mimar Sinan, architecte impérial qui eut le bonheur de disposer de ressources pratiquement illimitées pour exprimer son talent, provient en premier lieu des essais qu'il a tentés tout au long de sa vie pour s'approcher de la perfection et des nombreuses innovations qu'il a apportées aux méthodes de construction et tient, d'autre part, au fait qu'il a, par son génie, porté l'architecture ottomane «classique» à son apogée et considérablement et durablement influencé les architectes qui lui ont succédé ; comme Sedefhar Mehmet Ağa, qui fut son élève, et construisit, à la demande du sultan Ahmet Ier, la Mosquée bleue (Sultan Ahmet Camii) en face de Sainte-Sophie entre 1609 et 1616.
Sinan a su allier à la noblesse sereine du classicisme ottoman une imagination créatrice d’une richesse inégalée qui lui permit de produire, au cours d’une vie presque centenaire se déroulant sous plusieurs sultans, un grand nombre de chefs-d’œuvre. Ses travaux sont remarquables et constituent une synthèse de ce qui répond aux besoins de l'époque, tout en s'appuyant sur son héritage chrétien millénaire. Les Ottomans vont reprendre la totalité de l'idéal impérial et universaliste des Byzantins, réalisant en cela la transmutation des valeurs arméno-byzantines chrétiennes en notions ottomanes et musulmanes, voyant s'achever avec lui ce processus de synthèse, est passée ainsi de la phase de recherche à la période classique. L'utilisation simple et claire du dôme, élément le plus important de son architecture monumentale, et du système porteur lié à ce dernier, la transformation du dôme en noyau de l'architecture monumentale est une contribution majeure de l'architecture ottomane à l'architecture mondiale.
Les trois œuvres majeures de Mimar Sinan sont la mosquée Şehzade Mehmet à Istanbul qu'il considérait comme un travail d'apprenti, la mosquée Süleymaniye également à Istanbul qu'il considérait comme un travail de maçon, et la mosquée Selimiye à Edirne qu'il considérait comme un travail de maître-maçon.
Le père de la Turquie moderne, Atatürk, a demandé d'entreprendre des études scientifiques concernant l'œuvre de Mimar Sinan, et de lui élever une statue. Son nom a été donné à l'Académie des beaux-arts d'État en 1982 et à l'Université contenant cette académie récemment fondée.

## Biographie

### Origines
Aucun document contemporain ne mentionnant son origine ethnique et lui-même ne la mentionnant pas dans ses écrits autobiographiques, divers auteurs lui attribuent diverses origines ethniques (albanaise, arménienne, grecque, turque) sur la base de documents indirects parfois interprétés de façon contradictoire.
Sinan serait né vers 1488/1491 (date déduite de l'année de sa mort connue par son épitaphe, et de la notion qu'il serait mort centenaire). Membre d'une famille d'origine chrétienne d'Aghrianos près de la ville de Kayseri (Césarée), en Anatolie, il fut enrôlé en 1512 dans le cadre du «devşirme» (un système d'enrôlement forcé de jeunes garçons chrétiens, âgés de huit à dix-sept ans environ, convertis à l'Islam et devant une allégeance absolue au sultan).

### Une jeunesse militaire
Sinan, bien qu'il ait été un peu plus âgé que la normale (si sa date de naissance supposée est exacte), est amené à Constantinople et enrôlé de force dans l'armée, dans le Corps des «conscrits», qui forme les soldats pour l'armée. On pense que c'est là qu'il s'est initié à l'art et à la technique de construction des charpentes.
Après une période de formation rigoureuse, il passe de la cavalerie au corps des techniciens, devient ingénieur dans le génie militaire, participe aux nombreuses campagnes de Sélim Ier et de Soliman Ier le Magnifique et commence à construire des ponts et des fortifications.
Il a participé à la «Guerre Sainte» et à la victoire de Çaldiran (1514) sur la dynastie chiite des Perses séfévides, arrivés au pouvoir en 1501. Ce fait d'armes permit l'annexion de l'est de l'Anatolie (Arménie, région de Diyarbakir), puis à l'expédition d'Égypte entre les années 1515-1517, au cours de laquelle les Turcs écrasent les Mamelouks à la bataille de Marj Dabiq près d'Alep, en actuelle Syrie. De retour à Constantinople, il entre dans le prestigieux «corps des janissaires» (en turc «yeniçeri», qui signifie «nouveau soldat»).
À l'époque de Soliman, après avoir participé à l'expédition de Belgrade en 1521 et à celle de Rhodes en 1522, il obtient le grade d'officier. Après la bataille de Mohács en 1526, il devient le chef des techniciens. Il participera encore à l'expédition de Vienne en 1529, à celle d'Allemagne entre les années 1529-1532 et à celles d'Irak, de Bagdad et de Tabriz pendant la guerre contre la Perse en 1532-1535.

### Découverte de l'architecture
Ce n'est donc qu'au fil des ans, et en forgeant son expérience sur le terrain, que Sinan est devenu architecte. Ses premiers édifices sont militaires (ponts et fortifications), mais ensuite il dirige la construction de nombreuses mosquées et de divers bâtiments publics.
Parmi les premiers ouvrages civils qu'il a construits, on citera en 1528-1529, le pont Coban Mustafa Pacha (en), à Svilengrad en Bulgarie, ou encore la mosquée de Hüsrev Pacha (en) (Hüsrev Paşa Camii) d'Alep en Syrie, en 1536-1537.
Pour ses mosquées, Sinan s'inspire souvent de l'architecture de la basilique Sainte-Sophie, pour créer des édifices dans lesquels le dôme central semblerait léger et dont les espaces intérieurs seraient baignés de lumière. Il a utilisé des systèmes permettant d'étayer les bâtiments à l'extérieur, afin de garder l'intérieur ouvert. Il a souvent construit ses mosquées comme une partie d'un complexe comprenant des écoles, des bains, une maison d'accueil et un hôpital.
En 1539, après la mort de l'architecte Acem Esir Ali, auteur de la mosquée Yavuz Selim (Yavuz Selim Camii) d'Istanbul (mosquée que Soliman fit construire, sur la cinquième colline et sur les ruines du palais byzantin Bonos, en l’honneur de son père Sélim Ier en 1520-1522) ; Mimar Koca Sinan est nommé « Mimarbasi », chef des architectes impériaux, un poste qu'il conservera sous trois sultans : Soliman le Magnifique, Sélim II et Murad III. Lors de cette nomination, il n'était déjà plus tout jeune (cinquante ans), mais il lui restera encore une cinquantaine d'années d'aventures créatrices qui conduiront l'architecture ottomane vers de nouveaux sommets.
La première mosquée construite après sa nomination - la mosquée Haseki Sultán (en) (Haseki Sultán Camii), édifiée pour la favorite de Soliman, la sultane Roxelane - conserve une organisation de l'espace très traditionnelle, ne révélant aucune innovation particulière. Par contre, le projet suivant - la mosquée Mihrimah (Mihrimah Camii) (1540-1548) à Usküdar -, sur lequel il a commencé à travailler immédiatement après Haseki, représente un premier pas en avant puisque, entre autres innovations, il a construit trois demi-dômes entourant le dôme principal.

### La mosquée Şehzade Mehmet (Istanbul)

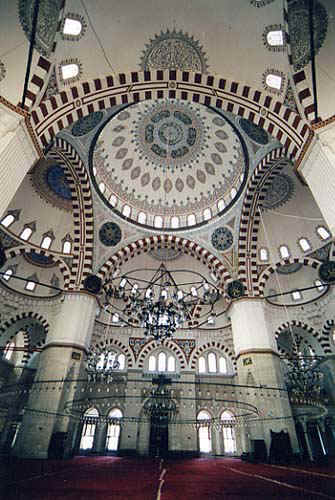
Mosquée Şehzade Mehmet, Istanbul.

Avant même d'avoir achevé cette construction, Sinan s'est attaqué au projet de la mosquée Şehzade Mehmet (Şehzade Mehmet Camii) (1543-1548) - ou mosquée du Prince Mehmet - pour rappeler la mémoire du fils préféré de Soliman, le prince Mehmet, fils ainé de Roxelane, l'épouse du sultan.
Cette mosquée fut la vraie première commande architecturale de Sinan, sa première construction importante et sa première œuvre majeure. Elle fut construite de façon à donner sur la mer de Marmara et sur la Corne d'Or. Mimar Sinan y fit preuve, dans la conception, d'une audace contribuant grandement à l'évolution de l'architecture ottomane, même si, par la suite, il fit quelque peu «machine arrière». Comme la plupart des autres mosquées qu'il édifia ensuite, la Şehzade - qu'il considérait lui-même comme une œuvre de sa période d'apprentissage - est construite sur un plan carré, surmontée d'un dôme central porté par quatre colonnes et soutenu par quatre demi-dômes et d'autres plus petites coupoles subsidiaires. La mosquée est au centre d'un complexe - le premier construit par Sinan - qui comprenait en outre une école religieuse, une imprimerie, une écurie, une école, un asile et le tombeau de Şehzade.
En voyant cette structure architecturale, on peut penser qu'il a dû visiter - durant la campagne irakienne - la mosquée de Fatih Pasha (Fatih Paşa Camii) à Diyarbakir (sud-est de la Turquie), construite entre 1518 et 1522 pour Biyikli Mehmet Pasha (tr), le conquérant (fatih) de la ville en 1515. Cet édifice possède également un grand dôme reposant sur de lourds piliers et soutenu par quatre demi-dômes. Cela a vraisemblablement dû influencer les plans de la Şehzade, même si l’aspect général de celle-ci porte à coup sûr la marque de Sinan.
On ignore les raisons pour lesquelles Sinan revint, par la suite, à des plans plus proches de ceux d'Hagia Sophia après ceux - très audacieux - qu'il avait développés pour la Şehzade.
Le cimetière dans le parc autour de la mosquée rassemble une série de magnifiques mausolées impériaux, peut-être les plus beaux qui se trouvent en ville. Deux sont particulièrement à retenir: celui du prince Mehmet et celui du gendre de Soliman, Rüstem Pacha. Malheureusement pour l'amateur, le cimetière n'est pas ouvert au public.
Un arbre sacré ou arbre de la fécondité est planté au nord-ouest, juste avant l’entrée de la medrese (cantine). Les femmes viennent y prier autour, le vendredi.
Les bâtiments au nord de la mosquée sont appuyés contre l’aqueduc de Valens, lequel fut construit au IVe siècle pour alimenter en eau les différentes citernes de Constantinople.

### La mosquée Süleymaniye (Istanbul)

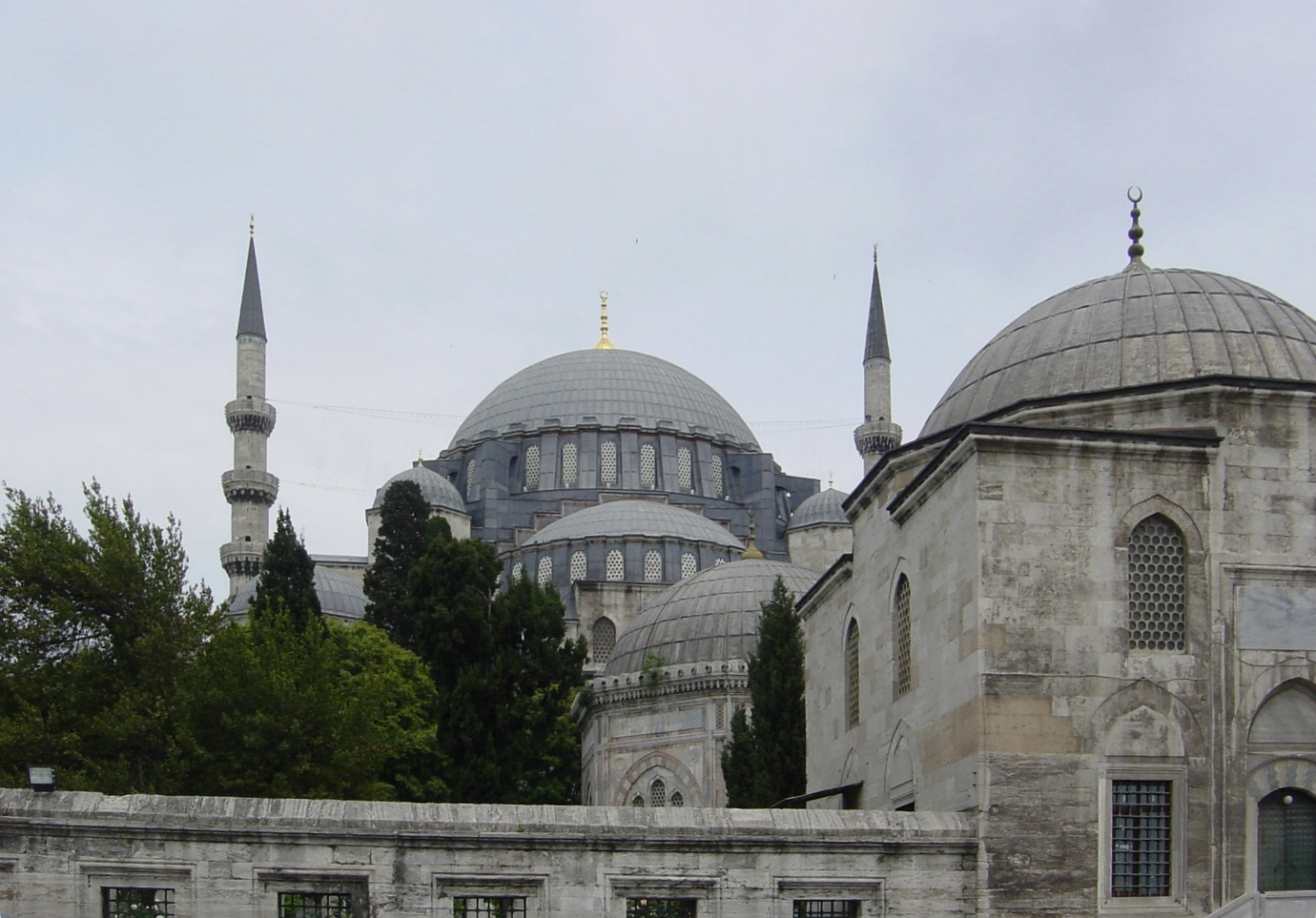
Mosquée Süleymaniye.

Pour Soliman, Sinan construisit notamment, entre 1550 et 1557, la mosquée Süleymaniye (Süleymaniye Camii) d'Istanbul, tenue par les poètes turcs comme la sublime expression de la «splendeur et de la joie». Cette mosquée «selatin» (pluriel de «sultan») - on appelle ainsi les mosquées à plusieurs minarets uniquement construites par les sultans ou leurs familles - est incontestablement l'une de ses plus grandes réussites et est considérée comme la plus belle des mosquées impériales d’Istanbul. Chaque détail contribue à la rendre exceptionnelle: ses proportions harmonieuses - les dimensions intérieures de la mosquée sont de 70 mètres de longueur sur 61 mètres de largeur -; la lumière qui pénètre par les cent trente-huit fenêtres; le dôme en cascade - de 27,50 mètres de diamètre et de 47,75 mètres de hauteur depuis le sol jusqu'à la clé de voûte -, percé de trente-deux fenêtres, supporté sur les côtés par des demi-coupoles. La mosquée est dotée d'un parvis à portiques couronnés de vingt-huit dômes supportés par vingt-quatre colonnes monolithes antiques (deux en porphyre, dix en marbre blanc et douze en granite). Au centre de la cour se trouve un şadırvan (fontaine d'ablutions).
La silhouette de la Süleymaniye, avec ses quatre minarets effilés cerclés de dix balcons - indiquant que Soliman était le quatrième sultan ottoman de Constantinople et le dixième de la dynastie ottomane -, domine la ligne d’horizon de la rive occidentale de la Corne d'Or. C'est une des constructions les plus significatives de l'architecture ottomane. Sinan a réitéré le système porteur qu'il avait déjà utilisé dans la construction de la mosquée Bayezid à Istanbul. Ici, il a soutenu le dôme, en l'appuyant sur quatre piliers, par des demi-dômes en direction du mihrab d'entrée (le mihrab est une niche qui indique la direction de La Mecque). Les dômes et les demi-dômes transmettent leurs charges harmonieusement aux autres.
Süleymaniye et son complexe représentent une organisation urbaine étendue dans une vaste zone comprenant une école coranique (darülkurra), un hôpital, un bain public (hammam), un hospice, six collèges de théologie, des soupes populaires, des magasins, et les mausolées (türbe) du sultan Soliman et de son épouse Roxelane (la sultane Hürrem). Tout cet ensemble harmonieux constitue l'exemple le plus significatif des conceptions d'urbanisme des Turcs; ces derniers attribuant une nature sociale aux constructions religieuses. Cet édifice est situé sur l'une des collines d'Istanbul donnant sur Haliç (la Corne d'or). La construction de la mosquée de Süleymaniye, à laquelle tous les artistes de l'époque (comme, Ahmed Karahisari et son élève Hasan Çelebi pour les calligraphies) ont contribué, a été réalisée en tenant compte aussi bien de l'aspect global que des détails.
L'architecte a réinterprété, dans cette construction, le style de la cathédrale Sainte-Sophie. Sa réalisation a duré sept ans, ce qui démontre le génie de Sinan dans le domaine de l'organisation autant que dans celui de l'architecture. Le cahier de comptes de cette construction - qui éclaire l'époque - est parvenu jusqu'à nous et donne de précieuses indications sur les méthodes de travail du constructeur.

### La mosquée de Rüstem Pacha (Istanbul)

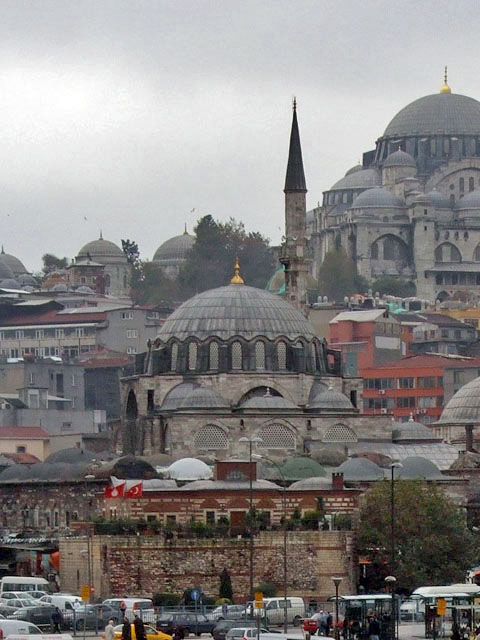
Mosquée de Rüstem Pacha.

De 1560 à 1564, il construisit pour le Grand Vizir Rüstem Pacha, époux de la fille préférée de Soliman le Magnifique, Mihrimah, la Mosquée de Rüstem Pacha (Rüstem Paşa Camii) à Istanbul, dans le quartier d'Eminönü, à la pointe de la presqu'île du vieux Constantinople. Elle est petite et superbement proportionnée. C’est encore une œuvre exceptionnelle, petit bijou de l’art ottoman, qui se trouve au-dessus d’une arcade de magasins et surplombe les rues bordées de caravansérails, dont la construction remonte parfois à l'époque byzantine. Son plan classique a une forme rectangulaire, un dôme central appuyé sur quatre demi-coupoles et cinq dômes plus petits. De superbes carreaux d’Iznik (Nicée) recouvrent l’intérieur de la mosquée.
Une restauration récente l’a mise en valeur, mais le tremblement de terre de 1999 a endommagé les petits dômes.

### La mosquée d’Atik Valide (Üsküdar)
Sinan conçut également un complexe (Külliyesi) autour d'une mosquée pour Nurbanu Valide Sultán, l'épouse vénitienne de Selim II et mère de Murad III (1574-1595). La mosquée d’Atik Valide (Atik Valide Camii) ou mosquée de la sultane-mère, a été construite entre 1570 et 1579, dans le quartier d'Üsküdar et la partie asiatique d'Istanbul. C'est l’une des plus belles réussites stambouliotes de l’architecte, après le complexe de Soliman le Magnifique (Süleymaniye külliyesi). La mosquée est située au centre de ce complexe comprenant un couvent de derviches, une université, une école primaire, un séminaire, une école coranique (darülkurra), des soupes populaires (imaret), un hôpital, un caravansérail (aujourd'hui transformé en prison), une bibliothèque et un hammam. Cela souligne encore une fois le rôle social de la mosquée qui, pour les Ottomans, ne sert pas seulement à la prière, mais est aussi un lieu de vie, de commerce et d’échanges. La mosquée, qui occupe la partie centrale du complexe, a pris l'aspect que nous lui connaissons aujourd'hui en trois étapes.
La cour de la mosquée, située autour des côtés nord, est et ouest, est particulièrement bien proportionnée avec ses portiques et ses colonnes en marbre. Elle possède quatre portes qui donnent accès, au centre, à la fontaine prévue pour les ablutions (şadırvan), entourée, de nos jours, de platanes et de cyprès centenaires. Les décorations les plus significatives se trouvent à l'intérieur du sanctuaire. Elles sont surtout constituées de peintures de motifs floraux, sur des panneaux muraux couverts de carreaux de faïence décorés, notamment près de la chaire (minber). Le mihrab est recouvert de céramique d’Iznik (Nicée). La porte en bois et les volets de la salle de prière sont décorés d'incrustations d'ivoire sculpté et de nacre.

### La mosquée Selimiye ou Selim (Edirne)

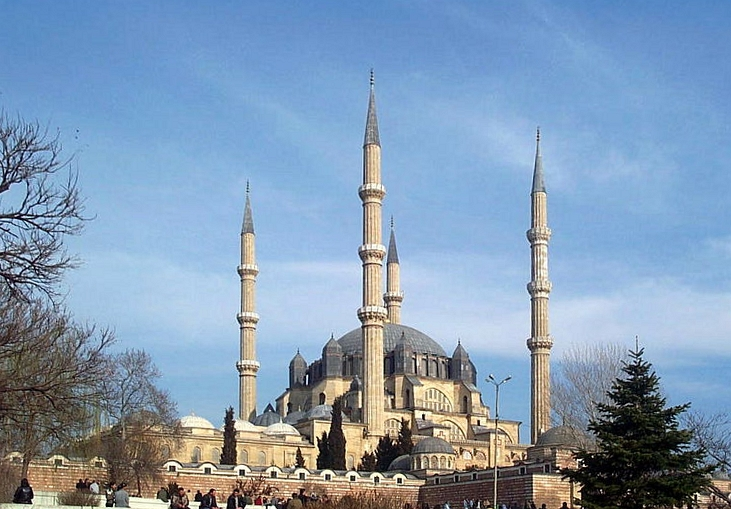
Mosquée Selimiye (Edirne).

La cathédrale Sainte-Sophie, construite par les « infidèles », restait l'obsession des architectes musulmans. Mais, ni Soliman, ni Istanbul, ne verront le chef-d'œuvre de l'architecture ottomane, la mosquée Selimiye (Selimiye Camii) d'Edirne (Andrinople), construite par Sinan à plus de quatre-vingts ans, entre 1569 et 1574, pour le sultan Selim II. Pour la première fois, les dimensions de Sainte-Sophie étaient dépassées.
Dans cette construction, que Sinan lui-même considérait comme l'œuvre de sa période de maître, l'architecte a mis en œuvre le principe du dôme sur plan octogonal, un problème qu'il avait déjà essayé de résoudre dans la mosquée de Rüstem Pacha à Istanbul. Ainsi, les piliers porteurs s'amincissent, les éléments qui transmettent les descentes de charges diminuent, et le dôme devient l'élément le plus important qui définit l'espace de la construction. Sinan a réalisé ici le dôme le plus grand - d'un diamètre de plus de trente-et-un mètres - de toutes les mosquées qu'il a construites. Il est soutenu par huit piliers et donne l’impression, grâce à l’espace qu’il recouvre, que l’intérieur de la mosquée est plus vaste qu'il n'est en réalité, en facilitant la perception de l’espace. La coupole détermine également la vision des lignes principales de la façade extérieure de la mosquée. Les autres constructions du complexe sont en arrière-plan par rapport à la mosquée. Elle retient également l’attention, dès la première vue, par ses quatre minarets, ayant chacun trois serefe de taille égale. Ces minarets, à l’aspect élégant de loin, furent installés sur les quatre côtés de la plateforme carrée, sur laquelle s’élève la mosquée, autour de la coupole. Avec la Selimiye, Sinan montre tout son génie. Il avait non seulement le pouvoir de voir, mais aussi le talent d'interpréter l'héritage reçu de l'Anatolie et unique dans le monde. Cette mosquée, même si elle n'est pas son œuvre ultime, est considérée, à juste titre, comme un chef-d'œuvre qui réalise la synthèse de l'architecture ottomane de l'époque classique. Elle fixe, en quelque sorte les règles de cette dernière, par sa structure, le traitement de l'espace, ses proportions et ses ornements.

### La mosquée de Sokollu Mehmet Pacha (Istanbul)
C’est entre 1572 et 1577 que l’architecte Sinan édifia, sur la pente raide d’un terrain accidenté situé près de la Mosquée bleue (Sultanahmet Camii), la mosquée de Sokollu Mehmet Pacha (Sokollu Mehmet Paşa Camii) pour le compte du grand vizir Sokollu Mehmet Pacha. Elle est considérée comme un des plus beaux exemples de l’architecture ottomane du XVIe siècle et un chef-d’œuvre de Sinan.
Elle a été édifiée sur le site d’une église byzantine en ruines, Haghia Anastasia, dont certains éléments ont été récupérés. Elle est célèbre pour sa décoration intérieure, avec de belles faïences à dominante bleue qui couvrent les piliers autour de la voûte, les contours des fenêtres et le mihrab (niche indiquant la direction de La Mecque), mais n’étouffent pas la beauté architecturale de l’édifice. À l’intérieur, le visiteur ne peut qu'être saisi d’admiration devant les bleus, verts, pourpres et rouges des élégants dessins des carreaux en faïence d’Iznik.
La coupole centrale de la mosquée est supportée par des demi-coupoles, selon le schéma classique des mosquées de Sinan, dont Sainte-Sophie avait été le modèle d’inspiration.
Le complexe est composé, outre la mosquée, d’une école, d’un couvent de derviches (à l'arrière, un peu détaché) et d’une fontaine aux ablutions. La cour, dont l’accès se fait par un petit tunnel, est entourée de portiques à trente dômes. La plupart des colonnes supportant les dômes sont byzantines. Au centre, la fontaine en marbre est somptueuse. L’intérieur de la mosquée est décoré de faïences d’Iznik (Nicée) et de peintures représentant des œillets et des chrysanthèmes. Les remarquables vitraux polychromes donnent une ambiance colorée à l’intérieur. Le mihrab est absolument exceptionnel avec ses nombreux carreaux d’Iznik.

### Le Kırkçeşme (Istanbul)
Sinan ne s'est pas contenté de construire des mosquées. En 1553, il a été chargé de résoudre le problème de l'eau à Constantinople. Il examina les aqueducs construits à l’époque romaine, ceux des Byzantins ainsi que ceux construits après la conquête et se mit à la recherche de nouvelles sources d’eau. Les travaux de construction des nouvelles installations furent entamés en 1554 et terminés en 1560. Pour cela, il a réalisé un réseau de quarante fontaines, qu'on a appelé «Kırkçeşme», d'une longueur de plus de cinquante kilomètres, pour l'alimentation duquel il a dû construire des digues fluviales, des tunnels, des canaux et deux aqueducs: les aqueducs d'Uzunkemer et Egrikemer, près d'Istanbul. Ce projet, pour la maîtrise de l'eau, était si important aux yeux de Soliman qu'il y a affecté un budget de quarante-trois millions en monnaie d'argent, presque équivalent à ce qui avait été dépensé (cinquante-trois millions) pour le complexe de Süleymaniye.
Mimar Sinan a accordé autant d'importance à ses ponts qu'à ses autres travaux. Il était fier du pont de « Büyükçekmece », d'une longueur de 635,50 mètres et qui est aussi parfait que solide. C'est également lui qui, entre autres, jeta sur le Cekmeçe, les vingt-huit arches du pont de la voie impériale reliant Edirne à Istanbul, ou encore construisit, entre 1577 et 1578, le pont de Višegrad sur la Drina (en actuelle Bosnie-Herzégovine).

### Une vieillesse active

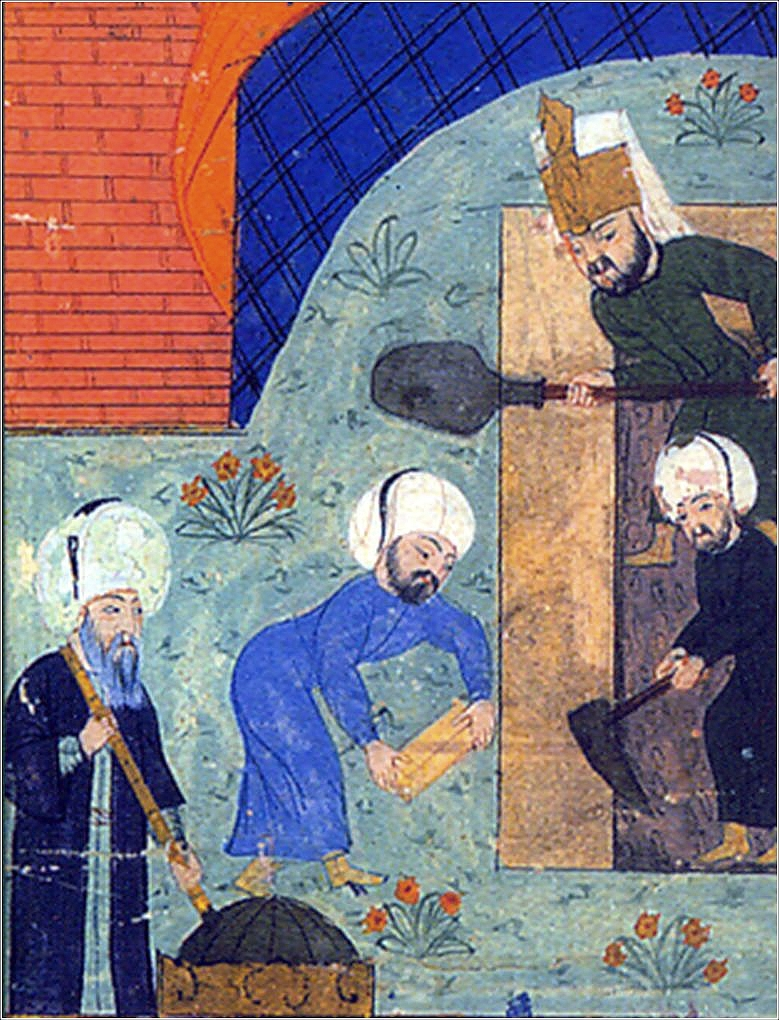
Sinan (à gauche) surveillant la construction du mausolée de Soliman le Magnifique
(miniature ottomane du XVI).

En 1580, il édifie la mosquée Chemsi Pacha (Şemsi Paşa Camii) d'Üsküdar, sur la rive asiatique du Bosphore.
En 1584, la sultane Nur-u Banu, épouse du sultan Selim II et mère du Sultan Murad III fait construire à Constantinople, suivant un plan conçu par Mimar Sinan, le hammam de Çemberlitaş, considéré comme l'un des plus importants ouvrages de l'architecture ottomane du XVIe siècle.
En 1586, à l'âge respectable de quatre-vingt-dix-sept ans, il entreprend la construction de ses deux dernières mosquées : la mosquée Mesih Mehmet Pacha (Mesih Mehmet Paşa Camii) et la mosquée Molla Tchelebi (Molla Çelebi Camii) de Findikli qu'il ne pourra voir achevées.
Au total, au cours de sa longue carrière, Sinan et son équipe ont réalisé plus de 350 constructions :
- 84 grandes mosquées;
- 52 «mescit» (petites mosquées sans minaret ou salles de prière);
- 57 «madrasas» (collège de théologie);
- Caravansérail de Büyükçekmece (Istanbul), attribué à Sinan.7 «darülkurra» (écoles coraniques);
- 22 mausolées ou turbés;

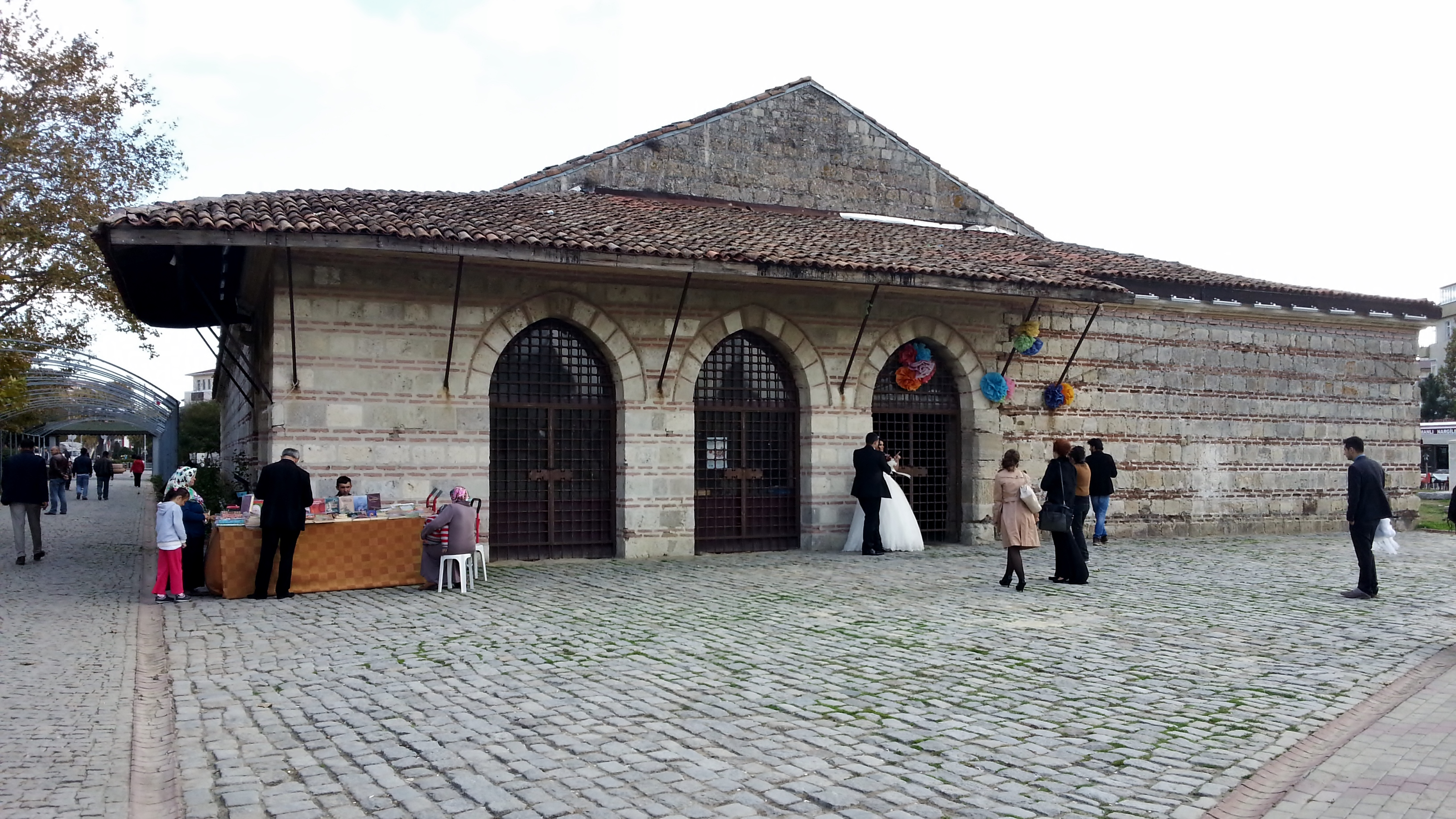
Caravansérail de Büyükçekmece (Istanbul), attribué à Sinan.

- 17 «imaret» (hospices ou maisons d'accueil pour les déshérités);
- 20 caravansérails;
- 35 palais et manoirs;
- 6 magasins;
- 48 hammams (bains publics et installations thermales);
- 3 hôpitaux;
- 7 aqueducs;
- 8 ponts.

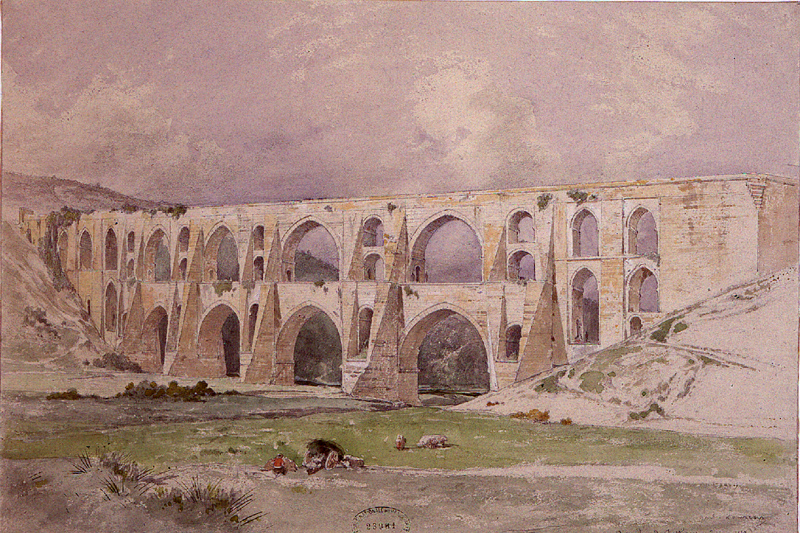
Aqueduc de Maglova réalisé par Sinan entre 1553 et 1564. Aquarelle de Jules Laurens (1847).
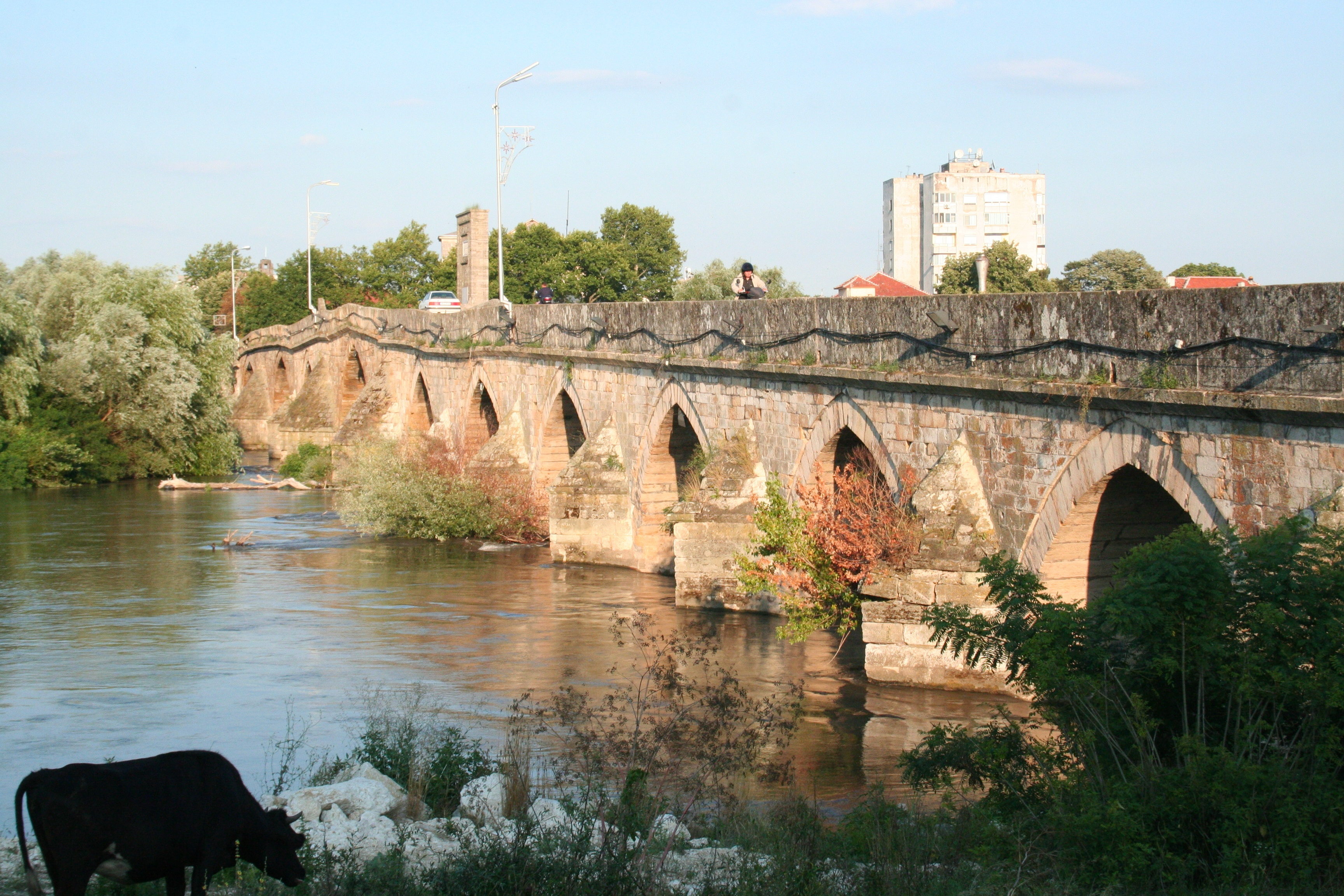
Pont Mustafa Pacha, Svilengrad, Bulgarie, conçu par Sinan en 1529.
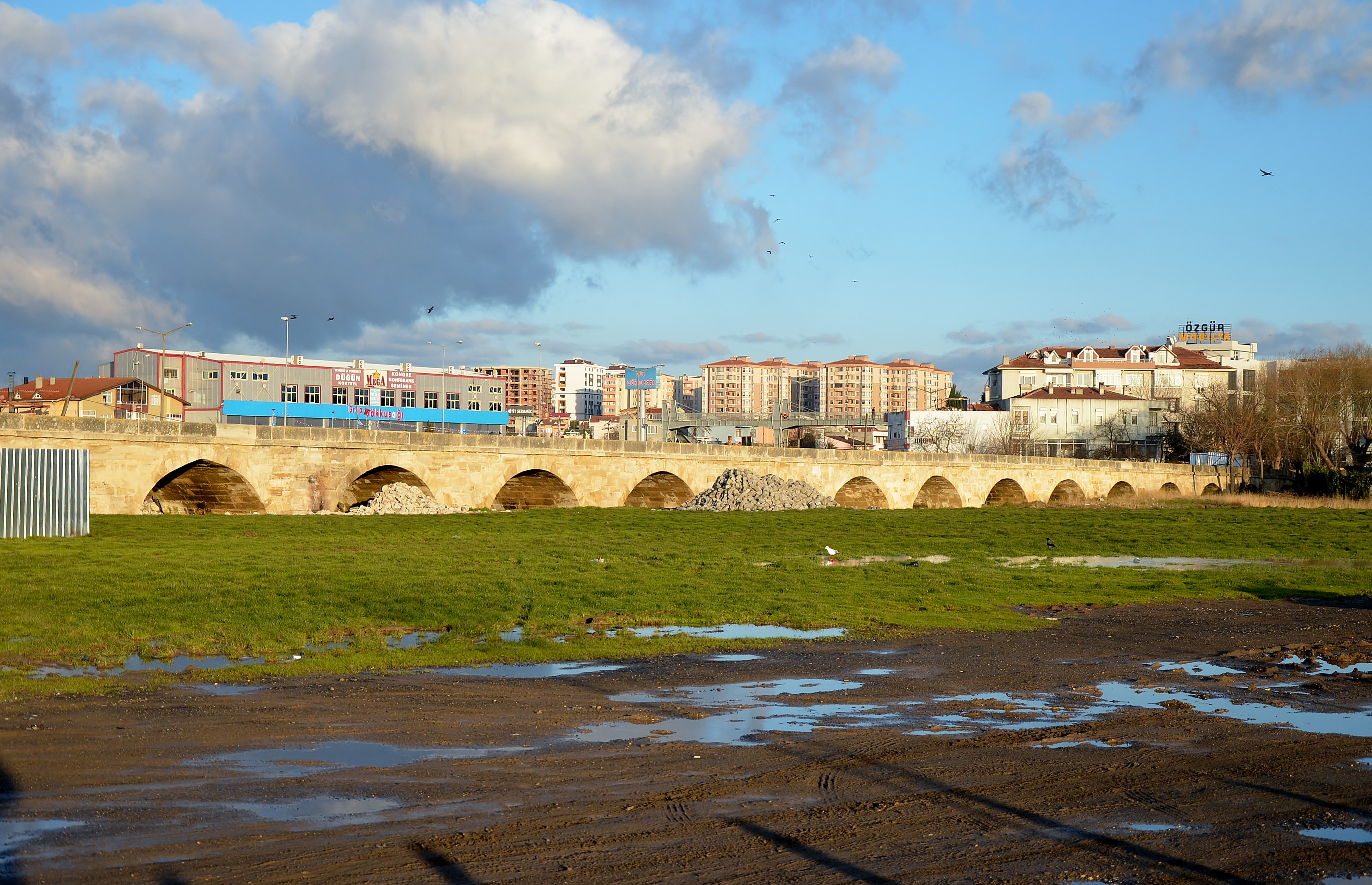
Pont Sinan de Silivri.

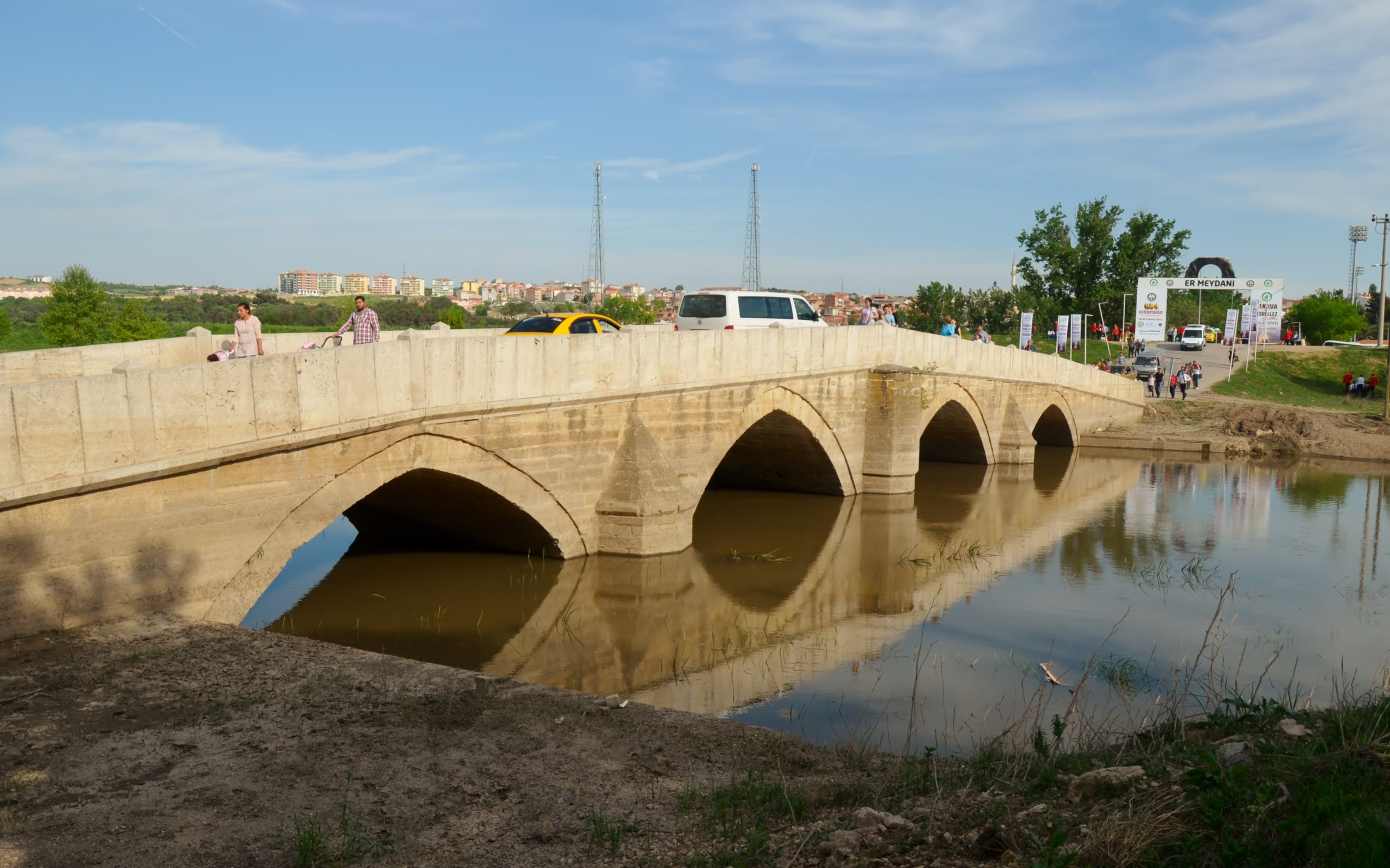
Pont de Kanuni sur la Tuna (Tundzha) à Edirne, Turquie, construit en 1554 par Sinan.
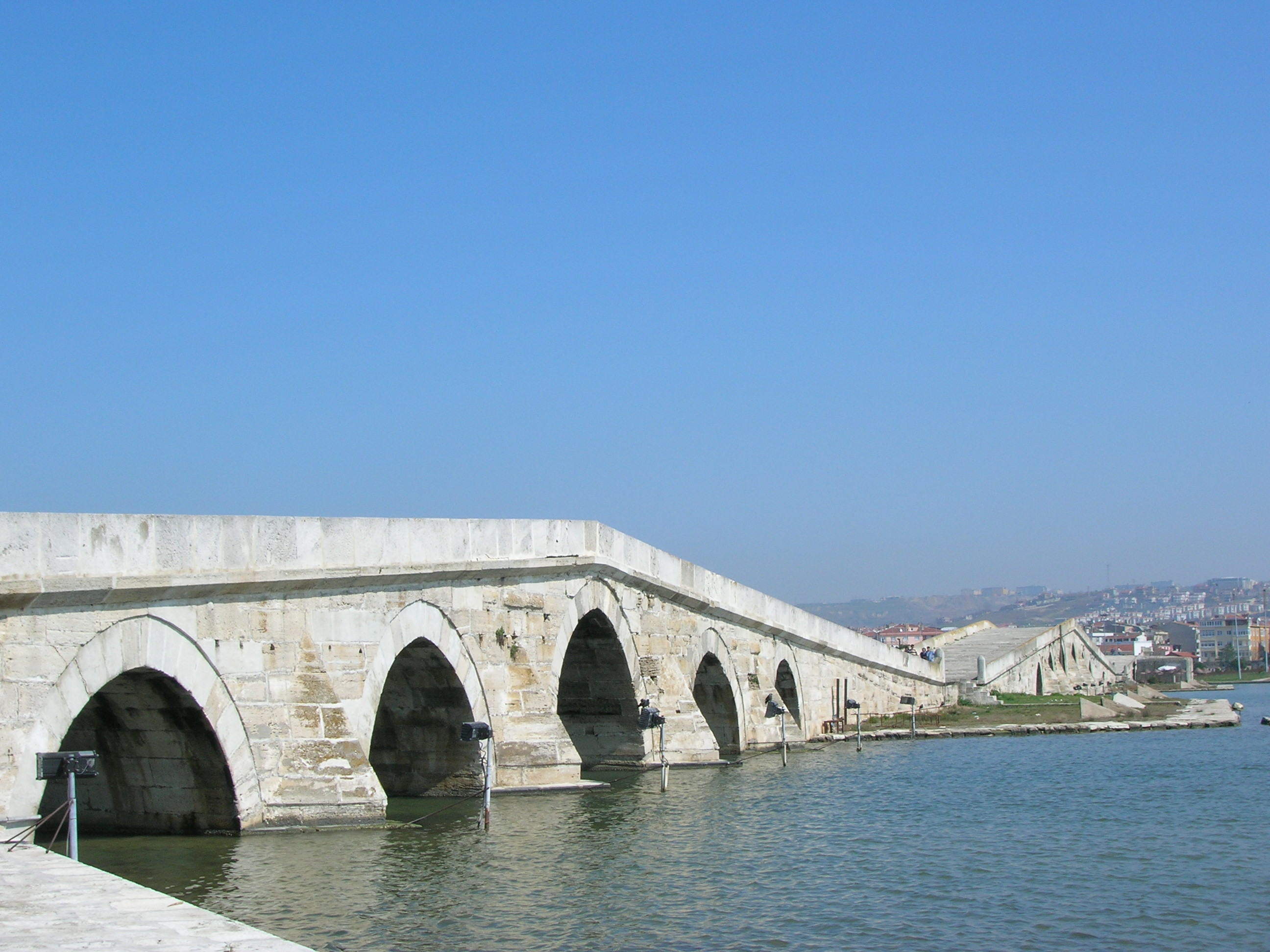
Pont Kanuni-Sultan-Süleyman, Büyükçekmece, construit par Sinan en 1567.
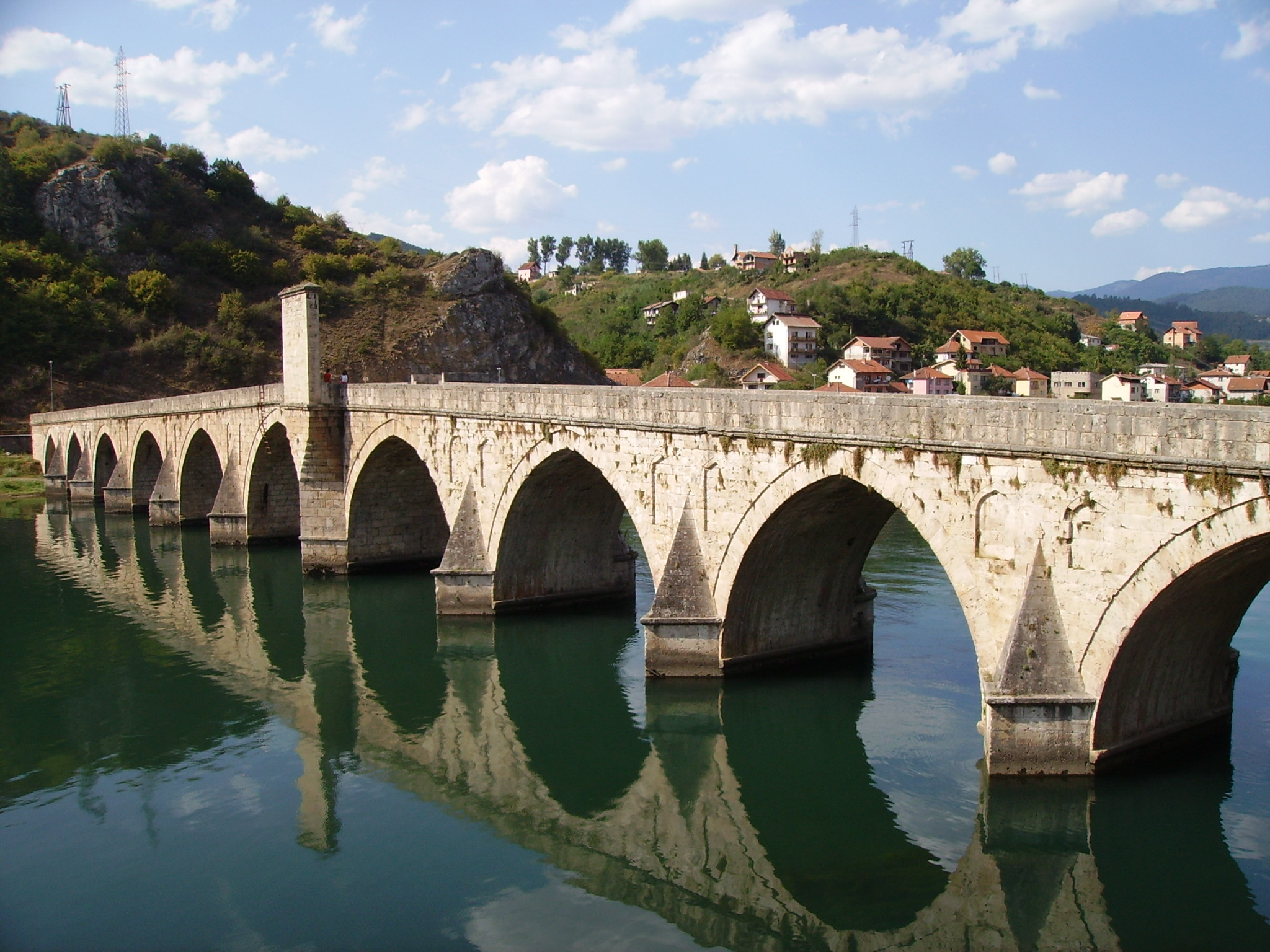
Pont Mehmed Pacha Sokolović inscrit au patrimoine mondial par l'UNESCO, construit par Sinan en 1577. Višegrad, Bosnie-Herzégovine.
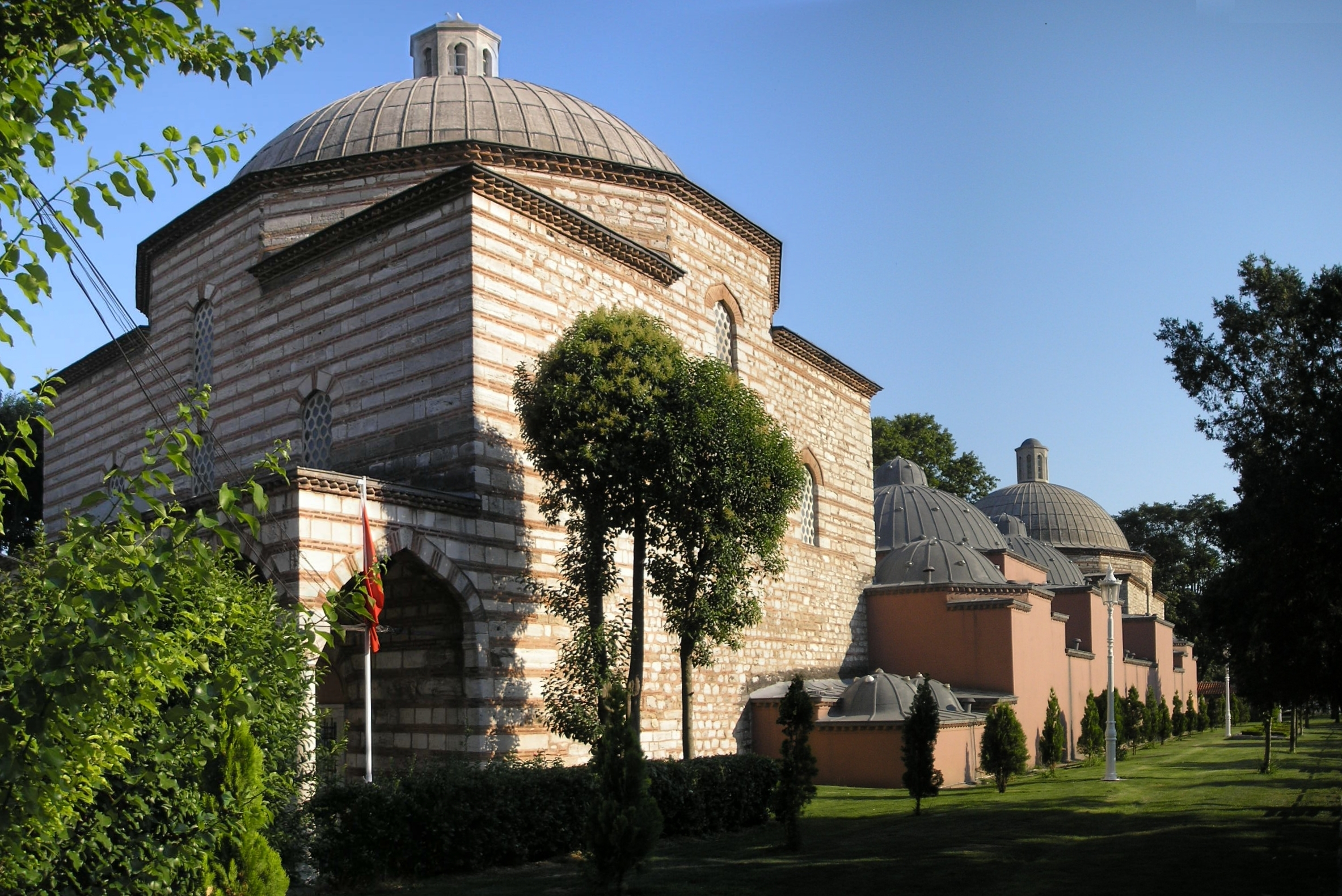
Bains Sainte-Sophie Hurrem Sultan, construits par Sinan en 1556 à Istanbul.

Malgré la longueur exceptionnelle de sa carrière, il est difficile de prétendre que toutes ces constructions ont été programmées et réalisées en totalité par Sinan lui-même. Une partie de celles-ci, dont la plupart se trouvent à Istanbul, ont été réalisées par ses élèves ou par l'organisation des architectes qui lui était liée; il se contentait alors de superviser la conception des ouvrages et les travaux. En outre, dans cette liste, sont également recensées les restaurations auxquelles il a participé.
Sinan a vécu pendant la période qui a constitué l'âge d'or de l'État ottoman. Il a réalisé des travaux en tant que premier architecte sous le règne de trois souverains, respectivement: Soliman Ier le Magnifique, Selim II et Murad III. Son rôle fut considérable dans la conception et la mise en œuvre de nombreux chefs-d’œuvre architecturaux symbolisant la puissance de l'Empire. L'étude de sa vie révèle l'histoire d'un véritable créateur, jamais satisfait de ses réalisations, constamment à la recherche de nouvelles idées et essayant sans cesse de mettre au point des dispositifs innovateurs. Son influence a continué à se faire sentir longtemps après sa mort et chaque époque a reconnu son importance.
Mimar Sinan est mort en 1588 à Constantinople. Il a été inhumé dans un angle au nord de la mosquée Süleymaniye, à proximité des mausolées de Soliman et de sa femme la Sultane Hürrem, plus connue sous le nom de Roxelane.

## Ses qualités humaines

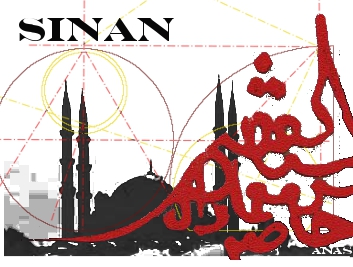
Sur la signature stilée (en rouge) de Sinan est mentionnée : الفقير سنان معمار, ce qui veut dire : « l'humble Sinan architecte ».

Malgré le génie de son œuvre et le rang social dont il bénéficiait en étant, tout au long de sa vie, très proche des hautes sphères de l’État ottoman - la famille impériale, notamment - Sinan avait un comportement pieux et modeste, il avait conscience du danger ravageur de l’arrogance et de l’égocentrisme dont sont souvent exposés les esprits créatifs. Et ceci est clairement visible sur son sceau, sur lequel il a marqué le mot « fakir » qui veut dire humble, en haut et en gras, bien lisible alors qu’on peine à déchiffrer son nom au milieu, ou sa profession « mimar » qui veut dire architecte en bas de cette belle signature porteuse de sagesse.[réf. nécessaire]